# Tbilisi Eagles 2019
Questa voce raccoglie le informazioni riguardanti gli Tbilisi Eagles nelle competizioni ufficiali della stagione 2019.

## Campionato georgiano di football americano 2019

### Stagione regolare
| Tbilisi 7 aprile 2019, ore 15:00 | Tbilisi Eagles | 12 – 40 | AFC Tbilisi |  |

| Tbilisi 21 aprile 2019 | Tbilisi Crusaders | 45 – 19 | Tbilisi Eagles |  |

| Tbilisi 23 novembre 2019 | Tbilisi Eagles | 32 – 16 | AFC Tbilisi |  |

| Tbilisi 1º dicembre 2019 | Tbilisi Crusaders | 22 – 8 | Tbilisi Eagles |  |

## Statistiche di squadra
| Competizione      | %Vittorie | In casa | In casa | In casa | In casa | In casa | In casa | In trasferta | In trasferta | In trasferta | In trasferta | In trasferta | In trasferta | Totale | Totale | Totale | Totale | Totale | Totale |
| Competizione      | %Vittorie | G       | V       | N       | P       | Pf      | Ps      | G            | V            | N            | P            | Pf           | Ps           | G      | V      | N      | P      | Pf     | Ps     |
| ----------------- | --------- | ------- | ------- | ------- | ------- | ------- | ------- | ------------ | ------------ | ------------ | ------------ | ------------ | ------------ | ------ | ------ | ------ | ------ | ------ | ------ |
| Stagione regolare | .250      | 2       | 1       | 0       | 1       | 44      | 56      | 2            | 0            | 0            | 2            | 27           | 67           | 4      | 1      | 0      | 3      | 71     | 123    |
| Totale            | .250      | 2       | 1       | 0       | 1       | 44      | 56      | 2            | 0            | 0            | 2            | 27           | 67           | 4      | 1      | 0      | 3      | 71     | 123    |